# Daniel R. Hokanson

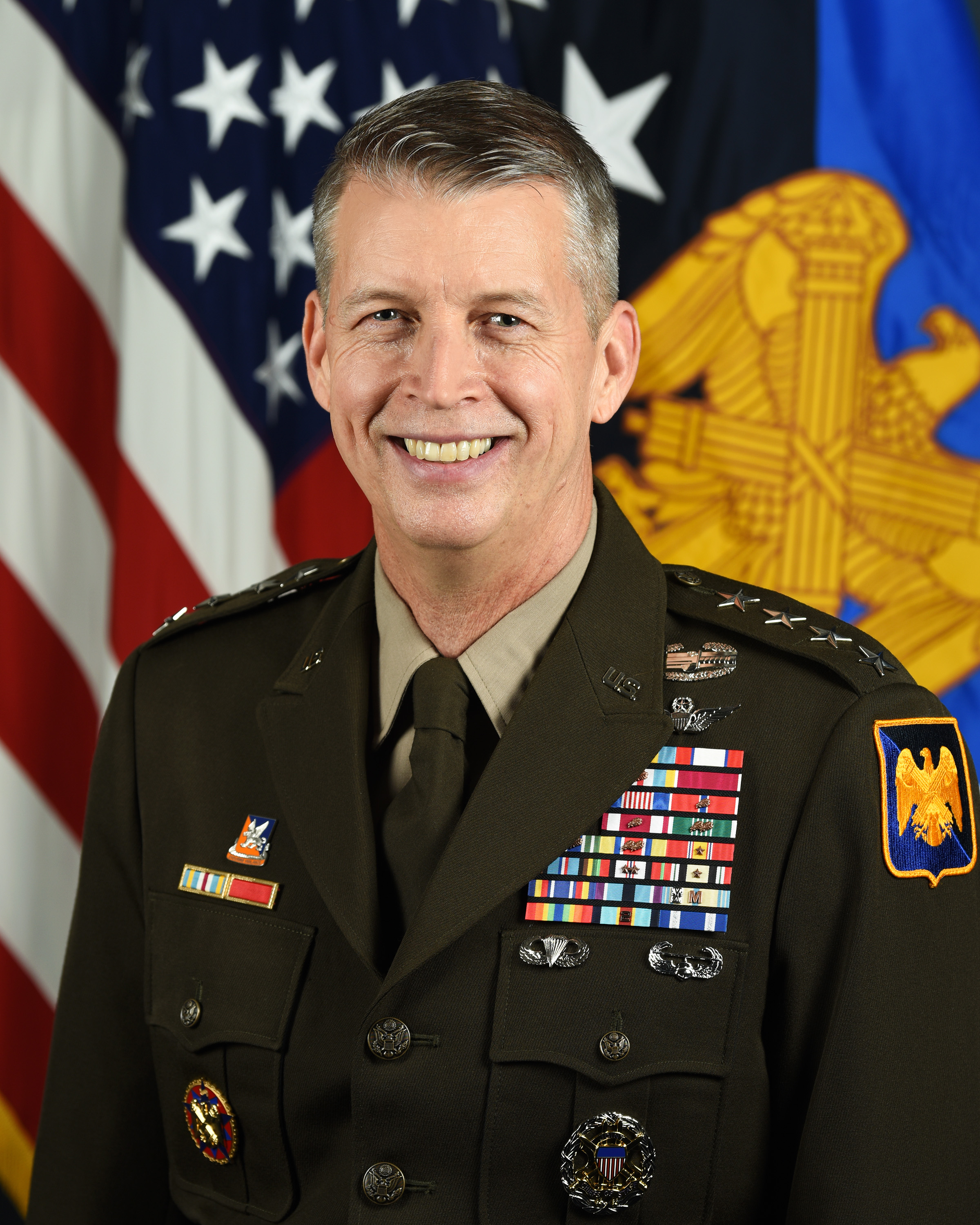
Daniel Robert Hokanson, Chief of the National Guard Bureau (2020)

Daniel Robert Hokanson (* 27. Juni 1963 in Happy Camp, Kalifornien) ist ein ehemaliger General der United States Army und amtierte vom 3. August 2020 bis 2. August 2024 als Chief of the National Guard Bureau.

## Leben
Seine schulische Ausbildung erhielt Hokanson an der Happy Camp High School und am College of the Siskiyous. Die Militärakademie West Point absolvierte er 1986. Er trat in die United States Army ein und nahm an der US-Invasion in Panama teil. Nach 1996 arbeitete er beim Oregon Military Department und leitete später das 41st Infantry Brigade Combat Team. 2010 wurde Hokanson zum Brigadier General ernannt, 2013 Major General und Adjutant General von Oregon sowie 2015 Lieutenant General. Ab 2016 war er Direktor der Army National Guard. Vom 3. August 2020 bis 2. August 2024 war er der 29. Chef des National Guard Bureau in Arlington, VA. Qua Amt war er auch Mitglied des Vereinigten Generalstabs der Streitkräfte der Vereinigten Staaten. Das National Guard Bureau, eine semi-unabhängige Organisationseinheit des Verteidigungsministeriums, kontrolliert die im Jahr 1903 aufgestellte Nationalgarde der Vereinigten Staaten, die wiederum aus den Nationalgardeeinheiten der einzelnen US-Bundesstaaten besteht.

## Auszeichnungen
- Defense Distinguished Service Medal (2)
- Army Distinguished Service Medal (2)
- Defense Superior Service Medal (2)
- Legion of Merit
- Soldier’s Medal
- Bronze Star Medal (2)